# Téphrite

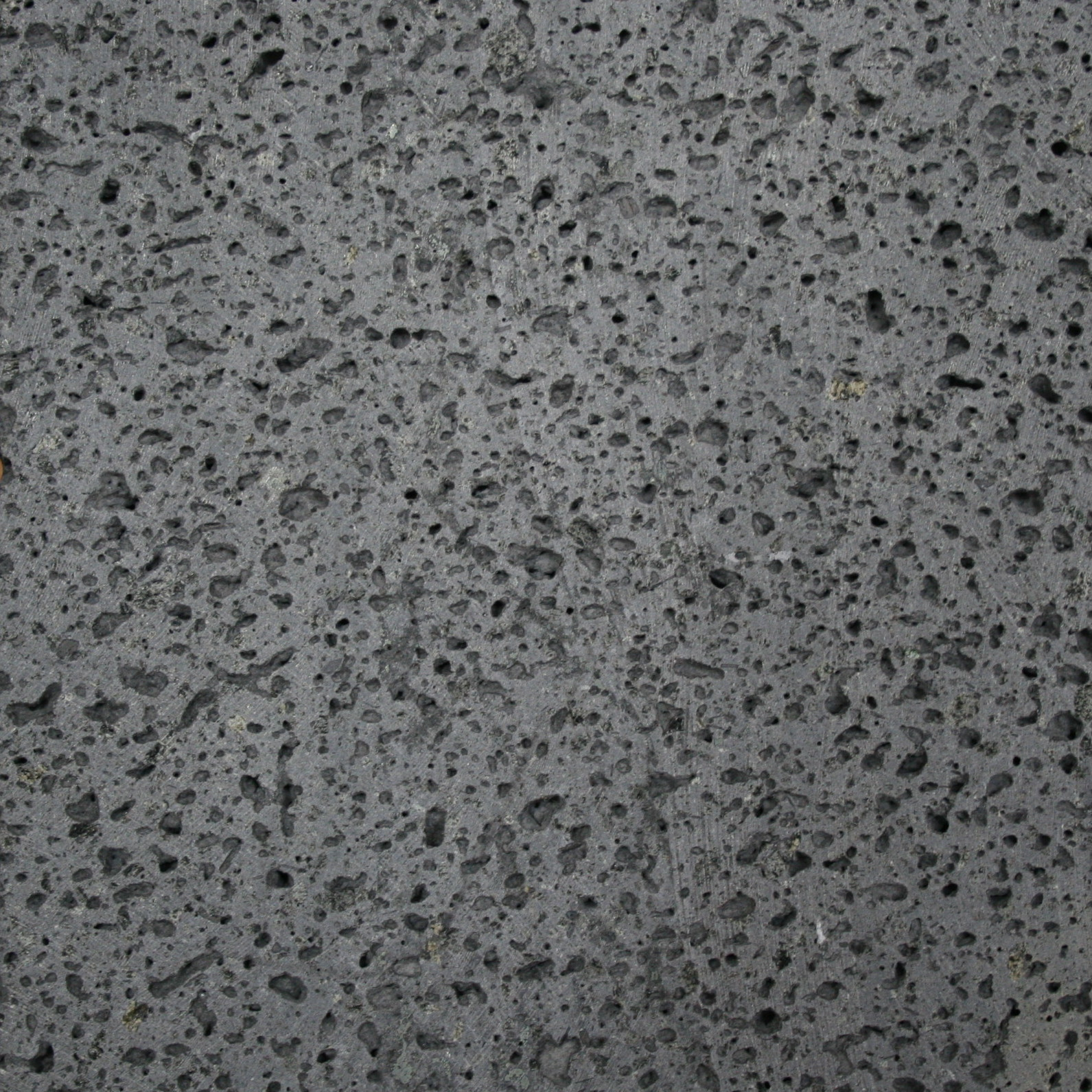
Téphrite de l'Eifel.

La téphrite est une roche magmatique volcanique dont la structure peut ou non présenter des cristaux apparents. La composition minérale est généralement riche en feldspathoïdes (leucite et néphéline), en plagioclases et dans une moindre mesure en feldspaths alcalin. Les pyroxènes (clinopyroxenes) y sont des minéraux courants. On y trouve fréquemment des traces d'amphiboles et d'Hauyne nesoane. En revanche, le quartz et l'olivine sont absents. On trouve de la phonolite-téphrite au Monte Vulture dans la région de Basilicate en Italie, des intrusions de basanite-téphrite en Namibie et de la leucite-néphéline-téphrite à Hambourg en Allemagne.
L'équivalent plutonique de la téphrite est l'essexite.